# 川口町 (八王子市)
川口町（かわぐちまち）は、東京都八王子市の地名である。丁番を持たない単独町名であり、住居表示未実施区域。郵便番号は193-0801（八王子西郵便局管区）。

## 地理
八王子市北部に位置する。北部の加住丘陵、南西部の川口丘陵にかかる丘陵地帯にあり、中央部を川口川が流れ、それに平行するように秋川街道（東京都道32号八王子五日市線）が通る。南部の川口川と北浅川に挟まれた台地に住宅が集中している。東で楢原町、西で上川町、南で諏訪町・上壱分方町・西寺方町、北で戸吹町・犬目町と隣接する。

### 河川
- 浅川（北浅川）
- 川口川

### 地価
住宅地の地価は、2014年（平成26年）1月1日の公示地価によれば、川口町1576番1外の地点で8万800円/平方メートルとなっている。

## 歴史

### 沿革
- 武蔵七党の西党に属す川口氏が川口川流域（現在の八王子市川口町）を地盤する。
- 吾妻鏡には川口景季・景綱父子の活躍が記載。
- 文化・文政期（1804年から1829年）の地誌、『新編武蔵風土記稿』に川口村の記載がある[6]。
- 安政3年(1856年）の武蔵国全図には上川口、下川口の地名が記載されている。
- 1889年（明治22年）4月1日 町村制施行により、神奈川県南多摩郡下川口村が上川口村、犬目村、楢原村、山入村が合併し川口村が成立する。
- 1955年（昭和30年）4月1日 - 川口村が八王子市へ編入。
- 1956年（昭和31年）10月1日 - 旧川口村大字下川口の区域が川口町となる。

## 世帯数と人口
2017年（平成29年）12月31日現在の世帯数と人口は以下の通りである。
| 町丁   | 世帯数    | 人口     |
| ------ | --------- | -------- |
| 川口町 | 5,477世帯 | 12,257人 |

## 小・中学校の学区
市立小・中学校に通う場合、学区は以下の通りとなる。
| 番地 | 小学校                 | 中学校               |
| --- | ---------------------- | -------------------- |
| 1〜1473番地、1474番地10 1541番地、1582番地 1583〜1649番地、1870番地 1875番地、1881番地 1884〜1885番地、1889番地2 1890〜3514番地、3516〜3727番地 3734〜37354番地、3740番地 3764番地、3770〜3814番地 3851〜3855番地、3881〜3884番地 3898番地、3946番地 3951番地以降 | 八王子市立川口小学校   | 八王子市立川口中学校 |
| 3515番地 | 八王子市立上川口小学校 | 八王子市立川口中学校 |
| その他 | 八王子市立松枝小学校   | 八王子市立川口中学校 |

## 交通

### 道路・橋梁
- 東京都道32号八王子五日市線（秋川街道）
- 川口橋（川口川）

### 路線バス
- 西東京バス
  - 京王・JR八王子駅〜川口小学校〜武蔵五日市駅・サマーランド・秋川駅
  - 京王・JR八王子駅〜川口小学校・上川霊園
- はちバス
  - 東海大学八王子病院〜楢原町〜北の根東（川口町）

## 施設

### 行政
- 八王子市役所川口事務所
- 八王子市川口図書館

### 教育
- 八王子市立川口小学校
- 八王子市立川口中学校

### 郵便局
- 八王子川口東郵便局
- 下川口郵便局

### 商業
- エコス川口店

### 神社・寺院
- 長楽寺
- 龍正寺
- 法蓮寺（DJケミカルの実家）
- 鳥柄観音堂
- 長福寺
- 調井神社
- 熊野神社
- 春日神社
- 稲荷神社
- 日枝神社

### 史跡
- 川口兵庫介館址
- 川口古墳 - 8世紀頃の古墳。1957年に発見された。
- 川口のキハダ - 川口橋南の個人宅にあった高さ16.5mのキハダの大木。1967年から1987年まで東京都指定文化財（天然記念物）に指定されていた。